# Championnat du Swaziland de football 1996
Navigation
Édition 1992 Édition suivante
La saison 1996 du Championnat du Swaziland de football est la vingt-et-unième édition de la Premier League, le championnat national de première division au Swaziland. Les seize équipes engagées sont regroupées au sein d'une poule unique où elles affrontent deux fois leurs adversaires, à domicile et à l'extérieur. En fin de saison, les deux derniers du classement sont relégués et remplacés par les deux meilleurs clubs de deuxième division.
C'est le club d'Eleven Men in Flight qui remporte la compétition cette saison après avoir terminé en tête du classement, avec trois points d'avance sur Denver Sundowns et treize sur C&M Eagles FC. C'est le second titre de champion du Swaziland de l'histoire du club après celui remporté en 1994.

## Participants
- Mbabane Highlanders
- Denver Sundowns
- Manzini Wanderers
- Royal Leopards
- Mhlume United
- Mhlambanyatsi Rovers
- Moneni Pirates
- Mbabane Swallows
- Midas Mbabane City FC
- Callies FC
- Usushwana Rhinos FC
- Young Buffaloes
- C&M Eagles FC
- Eleven Men in Flight
- Green Mamba
- Ubombo Flyers FC

## Compétition

### Classement
Le classement est établi sur le barème de points suivant : victoire à 3 points, match nul à 1, défaite à 0.
| Rang | Équipe                | Pts | J  | G  | N  | P  | Bp | Bc | Diff |
| ---- | --------------------- | --- | -- | -- | -- | -- | -- | -- | ---- |
| 1    | Eleven Men in Flight  | 69  | 30 | 21 | 6  | 3  | 32 | 21 | +11  |
| 2    | Denver Sundowns       | 66  | 30 | 20 | 6  | 4  | 58 | 24 | +34  |
| 3    | C&M Sales FC          | 56  | 30 | 15 | 11 | 4  | 52 | 17 | +35  |
| 4    | Mhlambanyatsi Rovers  | 53  | 30 | 16 | 5  | 9  | 60 | 29 | +31  |
| 5    | Mbabane HighlandersT  | 48  | 30 | 13 | 9  | 8  | 31 | 23 | +8   |
| 6    | Manzini Wanderers     | 46  | 30 | 12 | 10 | 8  | 43 | 24 | +19  |
| 7    | Royal Leopards        | 43  | 30 | 11 | 10 | 9  | 30 | 37 | -7   |
| 8    | Mhlume United         | 41  | 30 | 11 | 8  | 11 | 39 | 37 | +2   |
| 9    | Mbabane Swallows      | 39  | 30 | 10 | 9  | 11 | 28 | 30 | -2   |
| 10   | Usushwana Rhinos FC   | 36  | 30 | 9  | 9  | 12 | 34 | 33 | +1   |
| 11   | Moneni Pirates        | 34  | 30 | 8  | 10 | 12 | 38 | 46 | -8   |
| 12   | Green Mamba           | 33  | 30 | 8  | 9  | 13 | 34 | 36 | -2   |
| 13   | Ubombo Flyers FC      | 30  | 30 | 6  | 12 | 12 | 37 | 43 | -6   |
| 14   | Midas Mbabane City FC | 27  | 30 | 7  | 6  | 17 | 29 | 58 | -29  |
| 15   | Young Buffaloes       | 23  | 30 | 5  | 8  | 17 | 12 | 59 | -47  |
| 16   | Callies FC            | 9   | 30 | 2  | 3  | 25 | 11 | 71 | -60  |

|  | Qualification pour la Coupe des Coupes 1997 |
|  | Qualification pour la Coupe de la CAF 1997  |
|  | Relégation directe en deuxième division     |
|  | T : Tenant du titre                         |

## Bilan de la saison
| Championnat du Swaziland de football 1996                             |                                 |
| Champion                                                              | Eleven Men in Flight (2e titre) |
| Coupes et trophées                                                    |                                 |
| Vainqueur de la Coupe du Swaziland 1996                               | Non disputée                    |
| Qualifications continentales                                          |                                 |
| Ligue des champions de la CAF 1997                                    | Aucun                           |
| Coupe des Coupes 1997                                                 | Eleven Men in Flight            |
| Coupe de la CAF 1997                                                  | C&M Sales FC                    |
| Promotions et relégations                                             |                                 |
| Promus en Premier League                                              | Simunye FC                      |
| Promus en Premier League                                              | Umbelebele FC                   |
| Relégués en Championnat du Swaziland de football de deuxième division | Young Buffaloes                 |
| Relégués en Championnat du Swaziland de football de deuxième division | Callies FC                      |